# Baureihe 429.1
De Baureihe 429.1 is een vijfdelig treinstel van het type Stadler FLIRT. Dit treintype wordt in Duitsland gebruikt worden bij onderstaande bedrijven:
- DB Regio
- Eurobahn
- Hessische Landesbahn
- Westfalenbahn